# قوروكوي (أديامان)
قوروكوي (بالكردية: Qor‏) (بالتركية: Koruköy)‏ هي قرية كرديّة تتبع إداريّاً لمديرية أديامان في محافظة أديامان التركية الواقعة في جنوب شرق الأناضول. وبلغ عدد سكانها 131 نسمة في عام 2021.